# 愛媛地方税滞納整理機構
愛媛地方税滞納整理機構（えひめちほうぜいたいのうせいりきこう、Ehime Specialized Organization for Collection of Tax Delinquency）は、徴収が困難な地方税の滞納事案処理などを目的に設立された地方自治法第284条第2項の規定に基づく一部事務組合。愛媛県内の全20市町で構成されている。

## 概要
- 所在地 - 愛媛県松山市一番町4丁目1番地2 愛媛県自治会館5階
- 業務
  - 全市町村税（国民健康保険税含む）及び個人県民税の滞納整理
  - 不動産公売
  - 執行停止・不納欠損の適否判定
  - 市町職員に対する実務研修の実施
  - 市町への徴収業務のコンサルティングの実施
- 事務局 - 県派遣3名、市町派遣10名、業務補助職員4名[1]
- 処理件数 - 665件（平成23年度）[1]
- 構成団体 -　愛媛県内20市町

## 沿革
- 2006年
  - 1月16日 - 許可申請。
  - 2月3日 - 設立許可。
  - 4月1日 -　「愛媛地方税滞納整理機構」設立。

## 構成自治体
- 松山市
- 新居浜市
- 四国中央市
- 西条市
- 今治市
- 宇和島市
- 八幡浜市
- 大洲市
- 西予市
- 上島町
- 伊予市
- 東温市
- 久万高原町
- 松前町
- 砥部町
- 内子町
- 伊方町
- 松野町
- 鬼北町
- 愛南町